# Truman Hanks
Truman Theodore Hanks (* 26. Dezember 1995 in Los Angeles, Kalifornien) ist ein US-amerikanischer Schauspieler und Kameramann. In der Tragikomödie Ein Mann namens Otto (2022) ist er gemeinsam mit seinem Vater Tom Hanks zu sehen.

## Leben und Karriere
Truman Hanks ist der jüngste Sohn des Schauspielers Tom Hanks und dessen zweiter Ehefrau, der Schauspielerin Rita Wilson. In dem Film Ein Mann namens Otto (2022) sind Tom Hanks und Truman Hanks gemeinsam zu sehen. Tom Hanks stellt die Hauptfigur Otto dar, Truman verkörpert in den Rückblenden des Films den jüngeren Otto. Eine Nebenrolle als Schauspieler hatte Truman Hanks bereits, ebenfalls an der Seite seines Vaters, in dem Film Neues aus der Welt (2020).
Truman Hanks arbeitet bislang meist hinter den Kulissen des Films. Seinen Weg in die Filmindustrie schlug er schon als Jugendlicher ein. Während seiner Schulzeit an der Thacher High School in Kalifornien, die er von 2014 bis 2018 besuchte, sammelte er als Praktikant erste Erfahrungen als Produktionsassistent für verschiedene Produktionsfirmen. Nach seinem Highschool-Abschluss studierte Truman Hanks an der Stanford University Mathematik. 2018 schloss er sein Studium ab.
Nach seinem Studium gehörte Truman Hanks unter anderem zur Produktionscrew von The Cloverfield Paradox (2018), war als Kamera-Trainee an der Serie Babylon Berlin (2019 bis 2020) beteiligt. 2019 war er erstmals für die Kamera des Kurzfilms The Ice Queen Society verantwortlich. In der Abteilung Kamera und Elektrik arbeitete Hanks an den Filmen Cash Truck (2021), Black Widow (2021) mit. Bei West Side Story (2021) war Hanks Assistenz-Kameramann. In Asteroid City (2023) ist Truman Hanks in einer Nebenrolle nicht nur gemeinsam mit Tom Hanks zu sehen, auch seine Mutter Rita Wilson hat eine Rolle in dem Film. Truman Hanks ist in Asteroid City zudem als Film Loader für Kamera und Elektrik zuständig.

## Filmografie (Auswahl)
Schauspieler
- 2020: Neues aus der Welt (News of the World)
- 2022: Ein Mann namens Otto (A Man Called Otto)
- 2023: Asteroid City
- 2023: Ich sehe was, was du nicht siehst (The Wonderful Story of Henry Sugar, Kurzfilm)
- 2023: Der Schwan (The Swan, Kurzfilm)

Kamera
- 2019: The Ice Queen Society